# Leonid Kravtjuk
Leonid Makarovytj Kravtjuk (ukrainsk: Леоні́д Мака́рович Кравчу́к; russisk: Леони́д Мака́рович Кравчу́к) (født 10. januar 1934, død 10. maj 2022) var en ukrainsk politiker, der var den første præsident i Ukraine fra 1991 til 1994.